# Хахандуков, Рамазан Магометович
Рамазан Магометович Хахандуков (кабард.-черк. Хьэгъундокъуэ Мухьэмэд и къуэ Рэмэзан) — черкесский писатель, журналист, педагог, драматург. Член Союза журналистов СССР.

## Биография
Рамазан Магометович родился 30 июня 1926 г. в ауле Али-Бердуковском Хабезского района. После окончания сельской школы поступил в 1939 году в Черкесское педагогическое училище. С 1942 года Р. Хахандуков работал учителем начальных классов в родном ауле, позднее преподавал здесь же русский язык и литературу. Работая уже учителем в школе, создал литературный кружок для старшеклассников, куда входили  Владимир Абитов, Хасин Шоров, Мухамед Абитов; выпускал вместе с учениками самодельные книжки, журналы, стенгазеты с их стихами и рисунками.
В 1955 году Рамазан Магометович поступил на факультет журналистики в Кабардино-Балкарский государственный университет, а с 1957 года начал свой многолетний подвижнический труд в редакции областной газеты «Черкес пэж», позже «Ленин нур» (ныне «Черкес хэку»), в которой он трудился до конца своих дней. Из 29 лет работы в газете, 22 года заведовал отделом культуры.
Ушел из жизни в 1986 году.

## Творчество
Одновременно с журналистской работой P.M. Хахандуков возглавил драматургическую секцию Союза писателей КЧР. Позднее он возглавил здесь же секцию черкесской литературы. Он автор более 10 пьес, наиболее известны из которых «Путь сына Жанат», «Две любви», «Рассвет над долиной», «Адыгская свадьба», «Счастливая пьеса», «Мужество неделимо». Из поэтического наследия Рамазана Магометовича известны сборники поэзии, рассказов и очерков на черкесском и русском языках: «Тропа Жанситова сына», «Песнь долины», «Детство Мухтара». Последняя книга была издана в Москве. Много стихов Рамазан Магометович посвятил детям, опубликованы они были, уже после его ухода из жизни, в сборнике «Радуга».
Много времени P.M. Хахандуков посвятил переводам. На черкесский язык им были переведены: поэма В.В. Маяковского «В.И. Ленин», роман А.Первенцева «Кочубей», а также многие произведения классиков русской литературы и местных авторов.

## Награды
Рамазан Магометович был удостоен почетного звания «Отличник печати», являлся лауреатом множества журналистских и литературных конкурсов, с 1958 г. — член Союза журналистов СССР.